# کوه ویکتوری
کوه ویکتوری (به لاتین: Mount Victory) یک کوه در پاپوآ گینه نو است که در استان اورو واقع شده‌است.